# Daria Tymann
Daria Tymann (ur. 17 września 1997) – polska judoczka.
Zawodniczka GKS Czarni Bytom (od 2010). Dwukrotna brązowa medalistka zawodów Pucharu Europy juniorek (Gdynia 2016, Kowno 2017). Dwukrotna brązowa medalistka mistrzostw Polski seniorek w kategorii do 75 kg (2017, 2018). Ponadto m.in. młodzieżowa mistrzyni Polski 2018 i trzykrotna wicemistrzyni Polski juniorek (2015, 2016, 2017). Uczestniczka Mistrzostw Europy juniorek 2016.